# Художественный университет имени Ласло Мохой Надь
Художественный университет имени Ласло Мохоли Надь (также Университета дизайна и искусств имени Ласло Мохоли-Надь; венг. Moholy-Nagy Művészeti Egyetem, MOME) — бывший Венгерский университет искусств и дизайна, расположен в Будапеште. Университет занимается подготовкой художников в области прикладного искусства, а также архитекторов и дизайнеров; назван в честь художника Ласло Мохоли-Надя.

## Статус
Университет искусств и дизайна является полноценным университетом, имеющим программы обучения в области традиционного искусства, дизайна, архитектуры и визуального дизайна. Его образовательная деятельность направлена на развитие художественных талантов своих студентов: университет прикладывает усилия для формирования «сознательных творческим людей», которые умеют справляться с трудностями на их профессиональном пути. Обучение будущих художников способствует повышению их общего уровня культуры, а также обеспечивает налаживание профессиональных связей в художественной среде и соответствующих отраслях экономики.

## История
Предшественник университета искусств и дизайна — Венгерская королевская национальная школа искусств и ремесел — была основана в 1880 году и просуществовала под этим названием до 1944 года. Как и в случае многих других европейских художественных колледжей, Королевская школа развилась из «школы ремесленной промышленности» — Модельной рисовальной школы. Её основатель и первый директор — Густав Келети — объявил о целью новообразованного учреждения «образовательную поддержку более художественной лесной и мебельной промышленности».
На дух школы оказало заметное влияние Движение искусств и ремесел в Великобритании, а также венгерское народное искусство. Первоначально в образовательном учреждении был только один отдел, в котором преподавались архитектурный рисунок и дизайн. Занятия по созданию золотых изделий и ксилографии начались в 1883 году, а занятия по декоративной живописи и медной гравировки — в 1884. Класс декоративной скульптуры, объединяющий скульптуру малых форм и резьбу по дереву, был создан в следующем, 1885, году. В 1896 году школа, здания которой на тот момент находились в разных частях Будапешта, переехала в новый Музей прикладных искусств и перешла под руководство Камилла Флиттера. Количество официально зарегистрированных студентов в то время составляло 120 человек.
Идея превратить школу в колледж возникла в начале 1940-х годов, но военные годы не позволили предпринять какие-либо шаги в этом направлении. После ремонта, связанного с ущербом, понесенным учреждением во время Второй мировой войны, обучение возобновилось (в марте 1945 года), а подготовка к реорганизации школы продолжилась. В 1946 году министерство образования решило повысить статус школы: таким образом был создан Колледж искусств и ремесел.
В 1950 году в колледже было уже шесть учебных курсов, а число студентов в 1952 году возросло до 280 человек. В 1954 году часть колледжа переехала в то здание, где он располагается и сегодня — на улицу Зуглигети — однако некоторые из мастерских остались в пристройке Музея прикладного искусства. В 1955 году произошла ещё одна реорганизация, а диплом современного образца стал выдаваться окончившим курс в 1959 году.
Назначение Фридьеша Погани (Pogány Frigyes) руководителем колледжа (в 1964 году) положило начало новой серии реформ, совпавших с растущим в стране пониманием социальной роли прикладного искусства. В 1971 году колледж получил университетское звание. В 1982 году была введена новая серия изменений структуры учреждения: департаменты были преобразованы в институты, что позволило студентам официально получать высшее образование. В середине 1980-х годов был расширен ряд дисциплин — с созданием курсов по фотографии и кинематографу. В 1997 году, из-за экономических ограничений, структура учреждения была вновь изменена. При новой власти университет был официально аккредитован в 1998 году.
С 1999 года текстильный дизайнер Юдит Деппа занял пост президента университета, а в 2002 году был разработан долгосрочный план развития. Нынешним президентом университета является Габор Копек. В марте 2006 года Венгерский университет искусств и дизайна объявил о смене названия на «Университет искусств и дизайна имени Мохой-Надя».

## Департаменты университета
В университете присутствуют пять основных департаментов: Архитектуры, Дизайна, Силикатного дизайна, Текстильного дизайн и Визуальной коммуникации (графический дизайн, видео, анимация, фотография). А также при университете функционируют курсы повышения квалификации для преподавателей, образовательные курсы для менеджеров в сфере дизайна и аспирантура/докторантура.

## Известные профессора и студенты
Среди известных выпускников и преподавателей университета были: Эрнё Рубик (изобретатель Кубика Рубика), Ласло Мохоли-Надь, Шандор Бортник, Золтан Кемени, Иштван Орос, Зольтан Фюлёп, Бела Уиц, Иштван Баньяи и ряд других знаменитостей.